# The Eternal
The Eternal es el 15.er álbum de estudio de la banda Sonic Youth, y el primero lanzado bajo el sello Matador Records, el 9 de junio de 2009. El álbum fue lanzado digitalmente, en CD, y como un LP doble, en ediciones estándar y edición "Buy Early Get Now" (BEGN, en castellano "compra temprano obtenlo ahora").
El diseño de la cubierta fue pintado por John Fahey. El álbum está dedicado a Ron Asheton, guitarrista y compositor junto con Iggy Pop en la banda The Stooges.

## Antecedentes
Después de Rather Ripped, la banda dejó el sello Geffen Records. Firmaron con Matador en 2008, y comenzaron a trabajar en nuevos proyectos musicales.

## Lista de canciones
Todas las canciones escritas y compuestas por Sonic Youth. 
| N.º   | Título                                                          | Duración |  |
| 1.    | «Sacred Trickster» (Voz Gordon)                                 | 2:11     |  |
| 2.    | «Anti-Orgasm» (Voz Gordon/Moore/Ranaldo)                        | 6:08     |  |
| 3.    | «Leaky Lifeboat (for Gregory Corso)» (Voz Gordon/Moore/Ranaldo) | 3:32     |  |
| 4.    | «Antenna» (Voz Moore/Ranaldo)                                   | 6:13     |  |
| 5.    | «What We Know» (Voz Ranaldo/Gordon)                             | 3:54     |  |
| 6.    | «Calming the Snake» (Voz Gordon)                                | 3:35     |  |
| 7.    | «Poison Arrow» (Voz Ranaldo/Gordon/Moore)                       | 3:43     |  |
| 8.    | «Malibu Gas Station» (Voz Gordon)                               | 5:39     |  |
| 9.    | «Thunderclap for Bobby Pyn» (Voz Moore)                         | 2:38     |  |
| 10.   | «No Way» (Voz Moore/Ranaldo)                                    | 3:52     |  |
| 11.   | «Walkin Blue» (Voz Ranaldo)                                     | 5:21     |  |
| 12.   | «Massage the History» (Voz Gordon)                              | 9:43     |  |
| 56:25 |                                                                 |          |  |

### Tema extra de iTunes
| N.º | Título                                       | Duración |  |
| 13. | «Burning Shame» (iTunes pre-order exclusive) | 3:54     |  |

### Tema extra de las versiones japonesa y brasileña[5]
| N.º | Título                          | Duración |  |
| 13. | «Pay No Mind» (versión de Beck) | 3:04     |  |
| 14. | «No Garage»                     | 3:48     |  |

## Recepción
Una reseña reciente de la revista Clash señala que "el álbum da signos de vida y desgarradora vitalidad que asegura la posición de los creadores dentro de la vanguardia de la música rock".
En una reseña de "Critic's Choice" para el The New York Times, Ben Ratliff comparó el álbum con dos álbumes de la banda de la década de 1990,Washing Machine y A Thousand Leaves, señalando que este álbum demuestra que Kim Gordon continúa creciendo como cantante, diciendo que ella "sings all the best stuff" ("canta las mejores cosas") en The Eternal, particularmente en la última canción del álbum, "Massage the History," una canción que llama "record's sleeper stunner" (en español, algo así como "el aturdidor durmiente del disco").
Incluir a Mark Ibold en el estudio fue elogiado por el Monday Field de Frank Booth Review, comparando las líneas de bajo del álbum con "a 1AM, alcohol-soaked punch in the gut" ("un ponche empapado de alcohol en el estómago a las 1 de la mañana").

## Posicionamiento
| Listas (2009)                           | Mejor posición |
| --------------------------------------- | -------------- |
| Tastemakers                             | 1              |
| Top Independent Albums (US)             | 3              |
| Top Modern Rock/Alternative Albums (US) | 6              |
| Top Rock Albums (US)                    | 7              |
| Belgian Albums Chart (Flanders)         | 9              |
| The Billboard 200                       | 18             |
| European Top 100                        | 27             |
| Swedish Albums Chart                    | 28             |
| Finnish Albums Chart                    | 34             |
| New Zealand Albums Chart                | 38             |
| UK Albums Chart                         | 42             |
| Australian ARIA Albums Chart            | 52             |
| Dutch Albums Chart                      | 90             |
| Belgian Albums Chart (Wallonia)         | 92             |